# Менахем I
Менахем I (д/н — бл. 914) — 11-й повновладний бек-мелех Хозарської держави у 910—914 роках.

## Життєпис
Походив з династії Буланідів. Син бек-мелеха Аарона I. Про діяльність Менахема зовсім мало відомостей. Можливо, правив разом з батьком. Близько 910 року став одноосібним володарем. В цей час посилилась загроза з боку печенігів і Київської Русі. У 913 році повстали племена огузів, до яких долучилися печеніги. Придушено за допомогою васальних волзьких булгар. Вдалося укласти союзний договір з Київською державою.
У 913 році спільно з русами та військами дагестанських держав Сарі і Шандан бек-мелех завдає нищівної поразки ворожій коаліції ширваншаха Алі ібн Хейсама та Мухаммеда I, еміра Дербенту. При цьому ворожі володарі потрапили у полон. На зворотньому шляху на вимогу ісламської гвардії у 914 році наказав знищити русів. Ймовірно в одному з боїв загинув сам або внаслідок змови невдоволених потуранням мусульманам. Новим бек-мелехом став син Менахема I — Беніамін I.